# 东宝镇
东宝镇，是中华人民共和国四川省广元市剑阁县下辖的一个乡镇级行政单位。

## 行政区划
东宝镇下辖以下地区：
宝石社区、东升村、桐梁村、长梁村、新建村、迎春村、双华村、西林村、双井村、青山村、楼台村、龙泉村、凉安村和西阳村。